# Брэнгвин, Фрэнк
Фрэнк Уильям Брэнгвин (англ. Frank William Brangwyn; 12 мая 1867, Брюгге — 11 июня 1956, Дитчлинг, Западный Суссекс) — британский художник, колорист и дизайнер.

## Биография
Его отец был архитектором и дизайнером, выигравшим конкурс бельгийской гильдии св. Фомы, призом в которым было выделение денег для создания церкви в Брюгге, куда он переехал вместе с семьёй и где родился Фрэнк. Отец также увлекался рисованием и дал сыну первые уроки этого искусства.
Когда в 1874 году семья переехала обратно в Англию, Брэнгвин привлёк внимание Уильяма Морриса, который стал обучать его рисованию в Южном Кенсингтонском музее. Он некоторое время работал в студии Морриса, рисуя в основном картины на тему моря и современной городской жизни, а затем несколько раз отправлялся в путешествия на Восток (Брэнгвин побывал во многих странах Азии и Африки), что существенно повлияло на его чувство цвета и всё дальнейшее развитие его творчества. Считается, что он более, чем кто-либо другой из европейских мастеров, отразил в своём творчестве влияние восточного декоративно-прикладного искусства, включавшего рисунки на плитках и ковроткачество. Его работы были высоко оценены современниками, стали экспонатами многих музеев, он был избран ассоциированным членом Королевской Академии в 1904 году.
Во время Первой мировой войны создал более восьмидесяти плакатов на военную тематику, в 1925—1926 годах занимал пост президента Королевского общества художников Бирмингема.
Коллекция полотен Брэнгвина выставлена в Музее Грунинге (Брюгге, Бельгия), картина «Милосердие» (1890) хранится в Санкт-Петербурге в Государственном Эрмитаже.

## Награды
- Медаль Альберта (Королевское общество искусств) (1932)